# يوسف محمد (لاعب كرة قدم لبناني)
يوسف محمد (مواليد 1 يوليو 1980 في بيروت - لبنان) لاعب كرة قدم لبناني سابق يلعب في مركز قلب الدفاع.

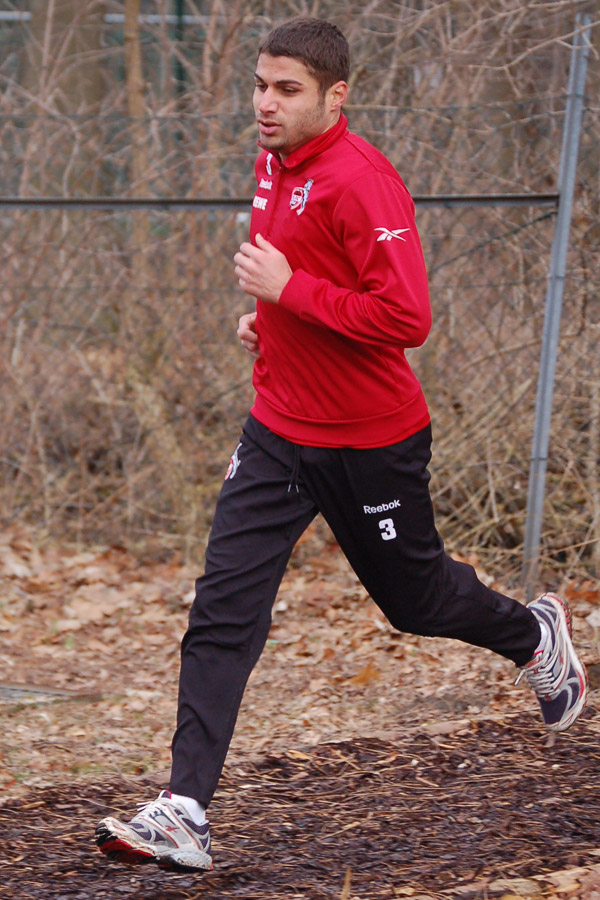
محمد مع نادي كولن في 2009

## روابط خارجية
- يوسف محمد على موقع قاعدة بيانات كرة القدم.إي يو (الإنجليزية)
- يوسف محمد على موقع بيانات كرة القدم. دي إي (الألمانية)
- يوسف محمد على موقع ناشيونال فوتبول تيمز (الإنجليزية)
- يوسف محمد على موقع Soccerway.com (الإنجليزية)
- يوسف محمد على موقع عالم كرة القدم.نت (الإنجليزية)
- يوسف محمد على موقع كووورة